# 김해도서관
김해도서관은 경상남도 김해시 소재의 도서관이다.

## 연혁
- 1984. 02. 21 경상남도립 김해도서관 설치조례 공포 (조례 제1440호)
- 1984. 12. 06 본관 준공
- 1985. 03. 22 개관
- 1988. 08. 10 별관 증축
- 1991. 03. 25 김해도서관으로 명칭 변경(조례 제2037호)
- 2000. 12. 01 문화관광부 문화학교 지정
- 2001. 02. 19 경상남도 평생학습관 지정
- 2003. 09. 02 디지털자료실 개실
- 2006. 11. 01 홈페이지 개편
- 2007. 08. 24 도서관 증축 1차 공사 착공
- 2008. 07. 29 도서관 증축 1차 공사 준공
- 2009. 11. 30 도서관 증축 2차 공사 착공
- 2010. 01. 01 경상남도 평생학습관 재지정
- 2010. 11. 21 도서관 증축 2차 공사 준공
- 2010. 12. 01 도서관 증 · 개축 개관
- 2012. 10. 17 2012 전국도서관운영평가 '국무총리상' 수상
- 2013. 09. 01 조직개편에 따른 사서과 명칭 문헌정보과로 변경 , 학교도서관팀 평생학습과로 관할부서 변경
- 2014. 12. 31 2014. 평생학습계좌제 유공 기관 선정 교육부장관상 수상
- 2016. 10. 26 2016. 전국도서관운영평가 국무총리상 수상
- 2016. 12. 22 제3회 대한민국 독서경영 우수직장 인증기관 선정
- 2016. 12. 31 2016. 직속기관 평가 최우수 기관 선정
- 2017. 06. 14 2017. 교육기부 진로체험 인증기관 선정
- 2017. 10. 25 2017. 전국도서관 운영평가 문화체육관광부장관상 수상
- 2017. 11. 23 제10회 장애인 우수사례 공모 국립중앙도서관장상 수상
- 2017. 11. 24 제14회 대한민국 평생학습대상 특별상 수상
- 2019. 03. 01. 경상남도교육청 김해도서관으로 명칭 변경 지역인문학센터 지정
- 2019. 11. 27 2019. 길 위의 인문학 우수기관상 수상

- 2020. 04. 15 메이커 스페이스 조성
- 2020. 10. 27 유아자료실 환경 개선

- 2021. 12. 21 미디어 스튜디오 조성

## 시설현황
- 3층: 디지털자료실, 연속간행물실, 자유학습실1, 자유학습실2, 휴게실, 시청각실, (이용자 이용가능)

```
다목적실, 세미나실, 회의실, 운영지원과, 관장실(사무실및 강의실)
```

- 2층: 인문자연과학 자료실, 예술어문학자료실, 문헌정보과 (이용자 이용가능)

```
구지봉실, 보존서고1, 보존서고2 (자료보관실및 강의실)
```

- 1층: 어린이자료실, 유아자료실, 이야기동화방, 노인장애인실, 평생학습과, (이용자 이용가능)

```
가락국실(101호), 봉황대실(102호), 허황후실(103호), 수로왕실(104호), 만장대실(105호), 갤러리실 (강의실및 전시실)
```

## 이용 안내
1. 이용시간

| 구분                         | 화-금요일     | 토-일요일                 | 기타. |
| ---------------------------- | ------------- | ------------------------- | ----- |
| 인문자연과학실, 예술어문학실 | 09:00 ~ 21:00 | 09:00 ~ 18:00             | 기타. |
| 어린이자료실, 노인장애인실   | 09:00 ~ 18:00 | 09:00 ~ 18:00             | 기타. |
| 디지털자료실, 연속간행물실   | 09:00 ~ 18:00 | 09:00 ~ 18:00             | 기타. |
| 자유학습실                   | 07:00 ~ 21:00 | (매월 셋째주 월요일 휴관) | 기타. |
| 휴 관 일                     | 매주 월요일   | 자유학습실 개방           | 기타. |

1. 실별안내

- 어린이자료실

어린이들이 쉽게 도서관을 이용할 수 있도록 도서관 1층에 위치해 있으며, 초등학생을 대상으로 운영되는 자료실이며, 동화, 위인전, 학습과제를 위한 백과사전 등이 비치되어 있다. 또한 어린이 독서 흥미를 유도하기 위해 각종 독서관련 프로그램도 운영중이다.
- 유아자료실

영유아를 위한 그림책을 비치하고 있으며, 김해지역 유치원, 어린이집과 연계하여 도서관이용지도 및 독서지도 등 꿈나무 도서관 체험학습을 운영하고있다.
- 인문자연자료실

총류, 철학, 종교, 사회과학, 기술과학, 역사 자료와 국가상호대차 서비스 책바다가 운영되고 있다.
- 예술어문학실

문학을 중심으로 예술, 어학 자료와 도서택배서비스 행복꾸러미와 순회문고가 운영되고 있다.
- 주제별 도서 코너 운영

- 청소년 권장도서 코너: 청소년을 위한 필독서 및 우수도서
- 영어원서 코너: 베스트셀러 원문이 수록된 도서
- 신착도서 코너: 매달 구입되는 신간도서
- 참고도서 코너: 백과사전, 법령집 등 참고도서
- 이용안내

- 자료검색용 컴퓨터를 이용하여 원하는 자료 소장여부 확인 가능
- 보존서고 도서는 담당직원에 신청
- 자료복사는 본인카드(신용/체크카드) 이용가능 무인복사기로 직접 복사 가능 (김해도서관 사이트 공지사항 기제됨)
- 복사요금(A4-40원, B4-60원)
```
(저작권법에 의한 부분복사만 가능)
```

- 디지털자료실

도서관 3층에 위치하고 있으며 다양한 디지털 콘텐츠 자료(CD-ROM, DVD, 오디오북), 인터넷 정보검색, 원문자료검색, 각종 S/W 설치로 디지털 전자정보를 제공가능함
- 자료 이용 안내

- 대출: DVD, CD, 오디오북 등의 비도서 자료는 1회 1점 1주일간 성인 이용자만 관외대출 가능 (반납연기 및 예약 불가)
```
*대출은 본인 카드로만 해주세요!
```

- 관람: DVD관람좌석 예약 후 신청서를 작성하여 도서대출회원증과 함께 안내데스크에 제출한후 자료를 받아 디지털실DVD관람코너에서 이용
```
*DVD관람석(38,39번)은 최소 2인 이상, 1일 1점으로 이용제한
```

- 컴퓨터 이용안내

| 번호 | 코너             | 내용                                                     | 좌석수              | 기타.                                                      |
| ---- | ---------------- | -------------------------------------------------------- | ------------------- | ---------------------------------------------------------- |
| 1    | 안내데스크       | 안내및 신청서 작성, 기타문의                             |                     |                                                            |
| 2    | 좌석예약 및 검색 | 좌석예약 및 자료검색                                     | 예약 2석, 검색 2석  |                                                            |
| 3    | 위성TV           | 각종위성채널 수신                                        | 2석                 |                                                            |
| 4    | 인터넷           | 인터넷 정보검색, 한글(2010),MS-Office(2010) 등 문서 편집 | 21석                |                                                            |
| 5    | 프로그래밍       |                                                          | 1석                 |                                                            |
| 6    | 원문 DB 검색     | 국회도서관. 국립중앙도서관 원문 DB검색, 출력             | 3석                 |                                                            |
| 7    | 노트북           | 개인이 휴대한 노트북의 이용공간 제공                     | 유선 3석, 무선 17석 |                                                            |
| 8    | DVD              | DVD 관람                                                 | 2석                 | * DVD관람석(38,39번)은 최소 2인 이상, 1일 1점으로 이용제한 |
| 9    | 즉시             | 인터넷 정보검색, 문서 편집및 출력                        | 3석                 | * 1일 30분간 이용가능                                      |

- 출처 김해도서관